# Une femme d'argent
Une femme d'argent est un roman d'Hector Malot publié en 1881.

## Résumé
À la fin du XIXe siècle à Paris, Amédée dirige la banque Charlemont. Il se repose sur son secrétaire, Fourcy. 
Fourcy découvre que Robert, 19 ans, fils d'Amédée, est très endetté et lui dit que sa maîtresse est une coquine[Quoi ?]. Il ne sait pas qu'il s'agit de Geneviève, c'est-à-dire de Mme Fourcy, sa propre femme ! Robert découvre qu'elle doit 300 000 francs à La Parisière, courtier, et elle lui demande de les emprunter. Amédée refuse. Robert trouve le cahier de mandats blancs de la banque, en signe un de 300 000 francs au nom de Fourcy, va le retirer à la banque sous le nom de Mariott et le porte à Geneviève. Elle les donne à La Parisière. Fourcy découvre le vol du mandat. 
Amédée porte plainte puis accuse Robert qui nie. Fourcy découvre que c'est Robert l'amant. Geneviève est arrêtée. Fourcy dit la vérité à Amédée.